# غاري جاكسون
غاري جاكسون (بالإنجليزية: Gary Jackson)‏ هو سياسي أمريكي، ولد في 11 سبتمبر 1950 في ستاركفيل في الولايات المتحدة. حزبياً، نشط في الحزب الجمهوري. وقد انتخب عضو مجلس ولاية مسيسيبي.